# بوذية علمانية
البوذية العلمانية -تُعرف أحيانًا باسم، البوذية الغنوصيّة، أو الغنوصّية البوذيّة، أو البوذية الغنوسطيّة، أو البوذية الإلحادية، أو البوذيّة البراجماتيّة، أو الإلحاد البوذي، أو العلمانيّة البوذيّة- هو مصطلح لشكلٍ ناشئٍ من البوذية والروحانية العلمانية التي تقوم على القيم الإنسانوية، والشكوكية، و/أو الغنوصية، إضافةً إلى البراجماتية و(بشكل ما) المذهب الطبيعي، بدلًا من المعتقدات الدينية (فوق الطبيعية والخارقة منها تحديدًا).
يميل البوذيون العلمانيون إلى تفسير تعاليم بوذا والنصوص البوذية بطريقةٍ عقلانية ومبنيّة على الدليل، آخذين بعين الاعتبار السياقات التاريخية والثقافية للعصر الذي عاش فيه بوذا والذي كُتبت فيه نصوص السوتا، وحِكَم السوترا، والتنترا.
في إطار البوذية العلمانية، يجوز للعقيدة البوذية أن تتخلّى عن أيّ معتقداتٍ تقليدية غير محددة تُعتبر خرافية أو لا يمكن إخضاعها للفحص بالمنهج التجريبي، وبشكل أخص: الكائنات الماورائية (مثل آلهة الديفا، والبوداسف، وآلهة الناغا، والأرواح الجائعة بريتا، أو أشخاص بوذا المستنيرين ...إلخ)، والفضيلة وانتقالها، والولادة الجديدة، والكارما، والكوسومولجيا البوذية (بما فيها وجود الأراضي الطاهرة، والجحيم) وغيرها.
يمكن كذلك إخضاع الأخلاقيات البوذية للمساءلة، مثل المعتقدات المحافظة بخصوص الإجهاض، والعلاقات الجنسية الإنسانية. تتخذ المذاهب البوذية وخصوصًا البوذية الغربية مواقفَ تُعتبر تقدميّة فيما يتعلق بالأزمات الاجتماعية.

## تاريخها
يُنظر إلى ظهور البوذية العلمانية على أنه جزءٌ من تيار العلمنة الشامل الذي أخذ ينمو في الغرب بعد استعادة الثقافة الإغريقية الكلاسيكية في عصر النهضة، ولا يُكتفى باعتبارها نتيجة للانتصار المفترض للعقلانية العلمية على الدين في العصر الحديث. إضافةً لذلك، فإن الدعوة للبوذية العلمانية جاءت عبر التطوّرات التنظيمية التي بدأت تنتشر في أوساط عددٍ قليل من الجماعات البوذية الغربية خلال العقود الأخيرة من القرن العشرين، عندما بدأ التخلي عن الخصائص التراتبيّة للثقافة البوذية الرهبانية لصالح المبادئ الديمقراطية للروابط المدنية. بشكل أكثر تحديدًا، نجمت عن الحاجة الملحّة لإشراك المرأة أساليب تنظيمية مبتكرة قوّضت الأنماط التقليدية القديمة للسلطة الذكورية والتفرّد الجندريّ.
في القرن الواحد والعشرين، قدّمت تقنيات المعلومات والاتصالات الحديثة بيئة خصبة للعلمانية البوذية عبر جعل التعاليم والنقاشات متاحةً بشكل أسهل ومجاني؛ وهكذا سهّلت نشوء جماعات ممارسة افتراضية وواقعية. توجد اليوم مواقع إنترنت مكرّسة بشكل واضح للبوذية العلمانية في كلّ من أستراليا، والنمسا، وكندا، ونيوزيلندا، وإسبانيا، والمملكة المتحدة، والولايات المتحدة الأمريكية.
تضرب البوذية العلمانية بجذورها في الحداثة البوذية والإنسانوية العلمانية. تأسست حركة التأمل الواعي الأمريكية وفقًا للقيم العلمانية. ذكر جاك كورنفيلد، وهو أستاذ أمريكي وراهب تيرافادا سابق، أن حركة التأمل الواعي الأمريكية سعت إلى طرح التأمل البوذي «دون تعقيدات الطقوس، والملابس، والترانيم، وسائر التقاليد الدينية». كان من تعاليم إس إن غوينكا، وهو مدرّب بوذي شهير، أن طريقته ليست عقيدة طائفية، بل «شيئًا يمكن للأفراد من جميع المشارب أن يستفيدوا منه: فهي فنّ للحياة». يقارب هذا الطرح البوذية على أنها فلسفة تطبيقية، لا على أنها دين، أو يقوم على الفلسفة البوذية دون التعصّب لها.
ينادي سيتفين باتشيلور -الذي يقدّم نفسه كبوذي علماني- بصيغة بوذية صارمةِ العلمانيّة. وعلى ضوء تجربته كراهب يمارس البوذية التيبتية وزِن لاحقًا، شعر باتشيلور بالحاجة إلى أسلوب أكثر علمانية ولا-أدريّة. في كتابيه البوذية بلا معتقدات واعترافات بوذي ملحد، بسطَ باتشيلور أسلوب مقاربته لتعاليم بوذا، واصفًا غوتاما بودا كشخصية تاريخية وليس كأيقونة دينية مثالية، ومحّص في كتبه العقائد البوذية التقليدية المختصة بمفهوم الحياة الآخِرة.
يُذكر في هذا الصدد الديمقراطي الليبرالي إريك لوبوك الذي كان بوذيّاً علمانيّاً وإنسانويّاً وراعيًا لجميعة الإنسانيّة البريطانية حتى وفاته. أدى لوبوك دورًا بارزًا في إلغاء ازدراء الدين كجريمة في إنجلترا ومقاطعة ويلز.

## المفاهيم والممارسات الرئيسية
ما تزال البوذية العلمانية حركة في طور النشوء، بغالبها من الأشخاص العاديين غير المتخصصين. خلافاً للأنواع المختلفة من الحداثة البوذية، والتي تميل إلى كونها تعديلات على المدارس التقليدية للفكر والممارسة البوذية في ضوء خطابات الحداثة، فإن البوذية العلمانية تأسست على إعادة تشكيل للمنطلقات الأساسية لفلسفة دارما بذاتها. ولتحقيق هذا الهدف، تسعى البوذية العلمانية إلى استعادة التعليمات الأصلية لغوتاما بوذا، بوذا التاريخي، رغم أنها لا تدّعي أنها تكشف «ما أراد بوذا قوله حقّاً». بدلاَ من ذلك، تفسّر العلمانية البوذية التعاليم المقدسة المبكرة بطريقة تستخلص معانيها ضمن سياق بوذا التاريخي (أي، ثقافة سهول الغانج في القرن الخامس قبل الميلاد) وفي نفس الوقت تُظهر قيمتها وارتباطها بالبشر في واقعنا المعاصر. تنطبق على كِلا هذين الجانبين من التفسير كلمة «سيكيولار» (علماني) إذ تستحضر معنى الكلمة بجذرها اللاتيني –عصرٌ أو جيل محدّد. يمكن القول إن روح البوذية العلمانية تتجسد بشكلٍ أفضل في كتاب ستيفين باتشيلور «اعترافات بوذي ملحد».
تطرح البوذية العلمانية فكرة أنه يجب التخلي عن المعتقدات الغيبية وعلم الخلاص في الثقافة الدينية الهندية. نظرت هذه الثقافة للحياة الإنسانية على أنها عالمٌ مِن العذاب غير قابل للخلاص، ويجب على الفرد أن يسعى دومًا للتعالي عليه عبر الوصول إلى حالة «ما بعد إنسانية دائمة» وهو الموقف الذي تنادي به فعليّاً جميع المذاهب البوذية، كما الهندوسية والجاينيّة. على الطرف المقابل، تسعى البوذية العلمانية إلى توظيف تعاليم بوذا كمرشد للازدهار البشري في هذه الحياة وهذا العالم. بتبنّيها هذا الموقف «ما بعد الغيبي»، تنفصل البوذية العلمانية عن الأشكال الدينية الموجودة في الأرثوذكسية البوذية التي تطوّرت منذ وفاة بوذا. بدلاً من ذلك، تصنّف البوذية العلمانية نفسها مع الفلسفات المعاصرة المتجاوزة للغيبيّات، ليس أقلّها الفينومينولجية. وهكذا تجد البوذية العلمانية نفسها في خندق يجمعها بحركات مشابهة في اللاهوت المسيحي المتطرف، الذي تمثّله على أفضل وجه أعمال المفكرين من أمثال دون كوبيت وجياني فاتيمو.
يرفض البوذيون العلمانيون الهياكل الشمولية في السلطة والتي تُضفي عليها الشرعيّة ميتافيزيقيا الأرثوذكسية البوذية نفسُها. بل تشكّك البوذية العلمانية في السيرورة الروحانية القائمة على المواصفات المعيارية لممارسة التأمّل، والفكرة الشائعة بأن الممارسة البوذية تشغل نفسها بشكل رئيسي لاكتساب الفعاليّة عبر وسائل تأمليّة تقرّها سلطة الأستاذ أو المدارس التقليدية. على العكس من ذلك، تشدد البوذية العلمانية على الممارسة/ براكسيس التي تدفع إلى الاستقلالية والتي تشمل جميع الجوانب الإنسانية في حياة الفرد، كما تُذكر في نموذج الطريق النبيل الثماني (الرؤية الصحيحة، العزم الصحيح، الكلام الصحيح، الفِعل الصحيح، العيش الصحيح، الجهد الصحيح، الوعي الصحيح، والتأمل الصحيح). يفتح هذا الأسلوب البابَ لتوليد طيف واسع من الاستجابات للاحتياجات الفردية والجماعية، بدلاً من الإصرار على «طريق واحد صحيح» يقود إلى «الاستنارة» صالح في كل زمان وكل مكان.